# Túnel Trans Hudson-Expreso
El Trans-Hudson Express Tunnel, Túnel Trans-Hudson Express o el Túnel Trans Hudson-Expreso (también conocido en inglés como THE Tunnel) fue un proyecto para construir un túnel ferroviario que hubiese sido construido bajo el río Hudson, conectando a los estados de Nueva Jersey y Nueva York. Este nuevo túnel añadiría capacidad de transporte a los túneles existentes de dos vías bajo el río Hudson, y los túneles del Río del Norte, utilizados por Amtrak y el New Jersey Transit, que funcionan a casi toda capacidad. El 7 de octubre de 2010, el gobernador Christie ordenó que se cancelara la construcción del túnel, alegando que el estado no podía pagarlo debido al déficit estatal. Sin embargo, el siguiente día el gobernador aceptó que se estudiaran otras posibilidades para que el túnel pudiera construirse con otros fondos. El 27 de octubre de 2010, el gobernador Christie hizo su decisión final para cancelar el proyecto.
El túnel incluiría:
- dos nuevas vías bajo el Río Hudson y el New Jersey Palisades
- una nueva estación de pasajeros de seis vías en la Calle 34 que conectaría la Estación Pensilvania
- mejoras en Nueva Jersey para proveer viajes de un asiento a Midtown Manhattan para los usuarios del New Jersey Transit en la línea Raritan Valley (que pueden ser tomadas en la Estación Newark Penn), línea Main/línea del condado de Bergen y la línea Pascack Valley
- un patio de maniobras y almacenaje de trenes en Kearny, Nueva Jersey.

## Estatus actual
La Administración Federal de Tránsito (FTA) anunció el 19 de julio de 2006, su decisión para que se iniciaran los planes de ingeniería y construcción del nuevo túnel trans-Hudson entre Nueva Jersey y Midtown Manhattan.  Los que apoyaban el proyecto, lo vieron de forma positiva que el gobierno federal ayudara a la financiación del proyecto. 
Se espera que el proyecto inicie su construcción en 2009 y se complete en 2017.
Los usuarios que transitan entre Nueva Jersey y Midtown Manhattan se espera que aumenten a más de 100,000 pasajeros al día en 2015. El Gobernador de Nueva Jersey Jon Corzine dijo que quería que el túnel se iniciase en 2009.  
Se espera que los coste preliminares del proyecto sean de $90 millones y se terminaría en 18 meses, y se completaran los planes para el alineamiento de las vías, para determinar donde construir el túnel que conectará al Amtrak y la Metropolitan Transportation Authority para disminuir las interrupciones de pasajeros durante la construcción, según oficiales. Otro componente principal del proyecto total es la creación de una nueva terminal para los pasajeros del ferrocarril de Nueva Jersey bajo la calle 34 en Manhattan, situado junto a la estación Penn.
Corzine se donó $500 millones de fondos estatales para todo el proyecto. Anthony Coscia, Presidente de la Autoridad Portuaria de Nueva York y Nueva Jersey y uno de los principales proponentes del proyecto, ha dicho que quiere que la agencia se comprometa a ofrecer más de $ 2 mil millones al eventual coste del nuevo túnel. En su décimo año en el mes de diciembre de 2006 desde que se hizo la presentación de financiación de capital, la Autoridad Portuaria incluyó $ 2 millones para el nuevo proyecto del túnel transversal de Hudson.
El 8 de agosto de 2006, el Comité de Directores del NJ Transit otorgó $82.5 millones en un contrato para el coste inicial de ingeniería para el nuevo túnel Hudson.
El 13 de diciembre de 2006, el NJ Transit escogió la empresa de gestión de construcción para el Túnel Trans-Hudson Expreso, conocido como CM Consortium, un acuerdo de inversión conjunta de Tishman, Parsons Corp. y Arup, para llevar a cabo la construcción de servicios de gestión para el proyecto. El coste actual del proyecto ronda los $7.2 mil millones.
El 18 de enero de 2007, la Administración Federal de Tránsito aprobó la Declaración de Impacto Ambiental para el túnel del trans-Hudson.  La aprobación permitirá que la Autoridad Portuaria conduzca las Port Authority lleve a cabo audiencias públicas sobre la propuesta del túnel.

## Acceso al centro de la Región
El proyecto también es llamado Access to the Region’s Core o Acceso al Centro de la Región. La construcción estaba programada para comenzar a principios de 2009 y continuaría hasta 2017, sin embargo, fue cancelada en 2010. Un túnel entre la estación Frank R. Lautenberg en Secaucus, Nueva Jersey y Manhattan hubiesen sido conectadas por 14 líneas subterráneas, y al PATH, Amtrak, New Jersey Transit y los trenes del Ferrocarril de Long Island.